# Pane e cioccolata
Pane e cioccolata is een Italiaanse film van Franco Brusati die werd uitgebracht in 1974. De film werd in 2008 opgenomen in de lijst van 100 film italiani da salvare.

## Verhaal
Drie jaar geleden heeft Nino, een 40-jarige Italiaan, zijn familie achtergelaten om zijn geluk te beproeven in Zwitserland, in zijn verbeelding niet alleen een rijk, maar ook een gastvrij land. Na lang zoeken heeft hij werk als kelner gevonden in een hotel. Als immigrant komt hij regelmatig in aanraking met de xenofobie van de Zwitserse bevolking. 
Op een dag wordt hij echter op een onbillijke manier afgedankt. Hij verliest zo ook zijn verblijfsvergunning. Daardoor voelt de ontwortelde Nino het racisme van het 'beschaafde' Zwitserland nog scherper aan. Hij vindt eerst onderdak bij Elena, een Griekse politiek vluchtelinge. Een nieuwe job zoeken is zijn hoofdbezigheid totdat hij een voortvluchtige landgenoot ontmoet. Deze blijkt een rijke industrieel te zijn die problemen heeft met de Italiaanse fiscus. Hij werft Nino aan maar diens geluk is van korte duur want zijn nieuwe werkgever, aan de rand van het failliet, pleegt zelfmoord.
Met veel moeite vindt Nino werk in de bouw en daarna in een kippenkwekerij maar ook daar ondervindt hij dat hij eigenlijk niet gewenst is. Uit wanhoop laat hij zijn haar blond verven, in de hoop aansluiting te krijgen bij de lokale bevolking.

## Rolverdeling
| Acteur           | Personage             |
| ---------------- | --------------------- |
| Nino Manfredi    | Nino Garofalo         |
| Johnny Dorelli   | Italiaans industrieel |
| Anna Karina      | Elena                 |
| Paolo Turco      | Gianni                |
| Ugo D'Alessio    | oude man              |
| Giorgio Cerioni  | politie-inspecteur    |
| Gianfranco Barra | Turk                  |
| Nelide Giammarco | blonde                |
| Tano Cimarosa    | Giacomo               |